# Xot del Balsas
El xot del Balsas (Megascops seductus) és una espècie d'ocell de la família dels estrígids (Strigidae). Habita boscos del sud-oest de Mèxic, a l'Estat de Colima i la conca del riu Balsas, a Michoacán i Guerrero. El seu estat de conservació es considera de risc mínim.